# ویکت
ویکت (به انگلیسی: Wicket) به هر یک از دو مجموعهٔ متشکل از سه استامپ و دو بِیل گفته می‌شود که در دو انتهای میدان کریکت قرار می‌گیرند. توپ‌زن باید از ویکت محافظت کند به این ترتیب که قبل از اصابت توپ به ویکت، آن را با استفاده از چوبش دفع کند.
به سوزاندن توپ‌زن و گهگاه میدان کریکت نیز ویکت گفته می‌شود.

## قوانین کریکت

هر ویکت متشکل از سه تیر چوبی عمود موسوم به استامپ است که در زمین کاشته می‌شوند و دو تکه چوب کوچک‌تر موسوم به بیل که بالای استامپ‌ها قرار می‌گیرند.

در طول ۳۰۰ سال گذشته، اندازه و شکل ویکت چندین مرتبه تغییر کرده‌است. ابعاد و محل قرارگیری آن در قانون ۸ کریکت مشخص شده‌است.
قانون ۸: ویکت متشکل از سه استامپ چوبی به ارتفاع ۲۸ اینچ (۷۱ سانتیمتر) است. استامپ‌ها در امتداد خط توپ‌زنی و با فاصلهٔ مساوی از یکدیگر طوری کاشته می‌شوند که عرض مجموعه ۹ اینچ (۲۳ سانتیمتر) باشد. دو بِیل چوبی در شیارهای سطحی بالای استامپ‌ها قرار می‌گیرند. بیل‌ها نباید بیشتر از ۰٫۵ اینچ (۱٫۳ سانتیمتر) از بالای استامپ‌ها بیرون بزنند و طولشان برای مسابقات مردان باید ۴ ۵⁄۱۶ اینچ (۱۰٫۹۵ سانتیمتر)  باشد.

## سوزاندن توپ‌زن
از دست دادن ویکت معادل سوختن توپ‌زن است. اگر پرتاب‌گر مسبب این امر باشد، اصطلاحاً گفته می‌شود که او ویکت گرفته است. تعداد ویکت‌هایی که پرتاب‌گر می‌گیرد مهم‌ترین معیار برای ارزیابی مهارت او در پرتاب‌گری است.
برای اینکه توپ‌زن بسوزد (by being bowled, run out, stumped or hit wicket) باید ویکتش بیفتد. طبق قانون ۲۸ کریکت، ویکت وقتی می‌افتد که حداقل یکی از بیل‌ها کاملاً از بالای استامپ‌ها جدا شود، یا یکی از استامپ‌ها از زمین کنده شود چه توسط توپ، چه چوب مدافع، چه بدن مدافع (یا حتی لباس یا تجهیزاتی که از بدنش جدا شده باشند)، چه میدان‌بان‌ها (مشروط به اینکه با همان دستی بیندازد که توپ را حمل کرده‌است).